# 天堂 (加利福尼亚州)
天堂（英語：Paradise）是美国加利福尼亚州比尤特县下属的一座城市。建于1979年11月27日，面积约为18.31平方英里（47.4平方千米）。根据2010年美国人口普查，该市有人口26,218人。在2018年11月的营溪大火中，天堂遭受重创，几乎全毁。